# 锺会之乱
鍾會之亂是三國时期曹魏司徒鍾會在新亡的蜀漢的原將領姜維的帮助下，于264年反对曹魏的一场起事。鍾會在滅蜀漢之後自認為足以抗衡曹魏權臣司馬昭，意欲在蜀地建立新王國，遂陷害原同僚太尉鄧艾以及图谋反叛。最终鍾會舊部殺了鍾會、鄧艾等人，結束了動亂並回歸曹魏。

## 背景
起初司马昭想派镇西将军假节都督关中诸军事锺会率军伐蜀，西曹属邵悌警告他：“锺会率领十余万大军，且锺会本人单身，又没有家口为后顾之忧，不如让别人代替锺会讨伐蜀国。”司马昭笑著说明白邵悌的担忧，但之所以选择锺会统兵，是因为眾將中只有锺会認為伐蜀可行，因此以他的能力加上決心才足以灭蜀。他还举了两个即使锺会反叛他也不怕的原因：一旦蜀亡，蜀人震恐，不会帮助锺会；魏军战后思归，又恐怕作亂後會被灭族，也不会支持锺会。
邓艾和锺会都参加了景元四年（263年）的魏灭蜀之战，在攻蜀期间彼此衬托。锺会自关中进兵奪取汉中和阳平关后，直逼剑阁；邓艾却选择自隴西經沓中走阴平。姜维为锺会的东面攻势所惊，调所有在阴平的军队去阻止锺会进军。结果，邓艾经由阴平迅速行军，很快抵达成都，使得刘禅投降。
随后对蜀地进行占领时，邓艾开始在成都以官方名义下达命令，锺会也开始现出傲慢的迹象，自信足以不再居于人下。而受到锺会厚待的姜维联络刘禅，勾画出诱使锺会作乱，削弱魏军，然后杀锺会，夺取军权，再次宣布蜀汉独立的计划。

## 准备
锺会的第一步行动是伪造证明邓艾旨在计划反叛的书信，在司马昭和邓艾之间造成不互信；邓艾擅自给蜀汉君臣封官，在和司马昭的书信中日益骄傲，也助長鍾會的部署。锺会善于伪造书信，秘密在剑阁拦截了邓艾给朝廷的表章，改写成了更傲慢的言辞，自己也和护军兼右将军胡烈、领益州刺史师纂都上疏弹劾邓艾谋反。锺会还毁了司马昭给邓艾的回信，以进一步离间。
五年（264年）初，司马昭下令封锺会为司徒，命其去成都抓捕邓艾入槛车解送都城洛阳。廷尉卿持节监军卫瓘奉令先行拘捕邓艾和其子邓忠。锺会知道卫瓘兵少，企望卫瓘被邓艾军所杀，便可坐实邓艾之罪。但卫瓘夜袭邓艾，出示司马昭手令，邓艾军都放下武器，于是成功抓住邓艾，囚于槛车。
邓艾属将计划拦劫囚车营救，率领兵马来到卫瓘军营。卫瓘穿着轻装出来迎接，假称正在写奏章，要为邓艾的事申辩，诸将相信了他而停止营救邓艾。锺会到成都，送走邓艾。
锺会只忌惮邓艾，这时邓艾被擒而锺会到成都，独统军众，威震蜀地，自以为功名盖世，不可复居人下，又有猛将锐卒在手，決定據蜀自立。锺会計劃派姜维等率五万蜀兵出斜谷为前驱，自己親率大军随后到长安；之后再派骑兵走陆路，步兵則經水路顺流从渭水入黄河，在五天之內到达孟津，和骑兵会师洛阳，藉此奠定勝局。

## 叛乱
锺会图谋造反消息传来，司马昭还不相信。大将军从事中郎领记室荀勖说：「锺会虽然受到您的恩惠，但他本人未必知恩图报，所以您还是要早做准备。」司马昭立即与中护军贾充等率军前往长安。之前勸阻司馬昭派遣鍾會伐蜀的邵悌這時又向他说，锺会的军队是邓艾的五六倍，司马昭只需下令锺会抓住邓艾即可，不需亲自前去。司马昭答：“你忘了我們之前说的話吗，现在又说我不用去了？不過我們的對话不可以泄露。我自己理應以信义對待他人，若別人未有對不起我，我又怎可以先對別人生出疑心呢！不久之前贾护军问我：‘您有怀疑锺会吗？’我回答說：‘現在我派遣卿前往長安，難道我又會怀疑卿吗？’贾充對我也無言以對。只要等我到达长安，事情就自然结束了。”主簿郭奕和参军王深因为荀勖是钟会的堂外甥又是由锺会家族养大，劝司马昭罢免荀勖，但司马昭对他十分信任，仍然让荀勗与他同车，待遇也没有改变。钟会的监军卫瓘正是被荀勖所举荐，后来平乱时，卫瓘起到巨大作用。
锺会得到司马昭的书信：“恐怕邓艾不就范，如今派贾充率步骑万人径入斜谷，屯乐城，我亲自率十万屯长安，我们很快要相见了。”锺会惊恐地对亲信说：“相国知道我自己就能拿下邓艾，现在自己带兵来了，肯定是怀疑我了，我们要赶紧起事。事成，可以得天下；不成，退回蜀汉，还能做刘备。天下都知道我从淮南叛乱以来，算无遗策。我怎能满足于这个名声？”锺会在姜维等支持下公然反司馬昭，以姜维为主将。
锺会于正月十五日（2月29日）到成都，次日就请护军、郡守、牙门骑督以上及蜀汉旧臣在蜀汉朝堂为新亡的郭太后发丧，矫造太后遗诏称命锺会等曹魏忠臣起兵废司马昭，示于座上众人，命他们署名，派亲信代领他们的军队，将请来的官员都关在益州各部屋内，关闭城门、宫门，严格派兵把守，自称益州牧。
相国左司马夏侯和、骑士曹属朱抚正出使成都，中领军司马贾辅、郎中羊琇参与军事，夏侯和、朱抚、羊琇都不屈服，言辞正烈。贾辅将锺会图谋告知散将王起，还说司马昭已经起兵三十万讨伐锺会，王起将贾辅的话告诉诸军，激发士气。
锺会把卫瓘留在身边商量此事，在木片写上“欲杀胡烈等”给卫瓘看，卫瓘不答应，两人便开始互相猜忌。卫瓘去上厕所时，碰到胡烈原本的左右将领帐下督丘建，便要他把消息传到军中。丘建曾被胡烈推荐给司马昭，后来在锺会请下跟随锺会，很受锺会的信任和喜爱。丘建怜悯老上司胡烈一个人被囚禁在室内坐着，请锺会派一个亲兵出去求饮食，各位牙门骑督也都随例派出一个亲兵。锺会同意了。胡烈趁机骗这个亲兵传信给儿子胡渊，诈称丘建秘密说锺会已准备召唤外兵入内然后棒杀坑埋。牙门骑督的亲兵也都说这件事，一夜传遍军中。有人建议锺会处决魏军牙门骑督以上将领，兼并邓艾旧部军队。姜维为了削弱魏军以复兴蜀汉，尤其支持这个建议。锺会犹豫未决。

## 败亡
十七日，卫瓘装病消除锺会戒心，夜里趁机逃出城外。十八日，胡烈军与胡渊兄弟攻锺会，擂鼓鼓噪，虽然无人统军，也争先奔向城门。卫瓘和丘建也加入其中。当时锺会正在给姜维等分发铠甲兵器，听到喊声，知道失火了，很多士兵趋向城门。锺会惊了，问姜维怎么对待发难的士兵，姜维说：“杀了他们就好。”锺会派兵去杀各位被关在屋内的牙门骑督和郡守，但这些人用家具挡住门，士兵砍不进去。不久，城门外的军队架梯登城，有的烧了城中房屋，城外军队进城，乱箭如雨，牙门骑督、郡守等都爬出来和部卒相会，攻锺会、姜维。姜维、张翼与锺会左右力战，姜维手刃五六人，被众军所杀，尸体被剖腹其胆大如斗，众军又争着前去杀锺会，锺会卒年四十岁。锺会帐下将士数百人被杀。张翼和原蜀汉太子劉璿、汉城护军蒋斌、太子仆蒋显、大尚书卫继等也被乱兵所杀。乱平后，卫瓘约束诸将。
司马昭到长安时，锺会已被变兵所杀。锺会亡兄钟毓子钟邕随锺会作乱，和锺会一同被杀。锺会所养的钟毓子钟毅和钟毓的其他儿子钟峻、钟辿也都下狱，将要被诛。司马昭上表魏帝曹奂，念及钟繇、钟毓的功劳，赦免了钟峻、钟辿，只杀了钟毅，以及钟邕诸子。
邓艾军追回邓艾父子的囚车，迎回成都。卫瓘控制了锺会军后，害怕邓艾、邓忠就自己参与抓捕他们一事寻求报复，派和邓艾有隙的护军田续追上他们，将他们处决。师纂等也被杀。因邓艾被定有谋反之罪，邓艾在洛阳的诸子也都被杀，其妻和诸孙流放西城。事后，卫瓘重归司马昭帐下，除使持节、都督关中诸军事、镇西将军，最终效力司马昭之子司马炎及其不久后建立的晋朝。
夏侯和、贾辅因功进爵乡侯，羊琇、朱抚进爵关内侯，王起被用为部曲将。锺会所属官吏多遇害，但镇西长史杜预因机智得以幸免，事后获增邑。

## 參戰將領
|  | - 鍾會麾下 - 鍾會 - 鍾邕 - 姜維 - 張翼 - 蔣斌 - 蔣顯 - 衛繼 - 刘 （以上均被魏軍亂兵所殺） | - 曹魏 - 鄧艾 （被衛瓘所殺） - 鄧忠 （被衛瓘所殺） - 師纂 （被衛瓘所殺） - 衛瓘 - 胡烈 - 胡淵 - 丘建 - 田續 - 夏侯和 - 朱撫 - 賈輔 - 羊琇 - 王起 - 杜預 |

## 轶事
此乱在罗贯中的历史小说《三国演义》第119回中有表现。关于此乱，小说中有一个流行的轶闻，在裴注《三国志》引《魏晋世语》中也有记载：姜维被杀时，身体被剖开，露出了肿胀得很大的胆，“胆大如斗”。

### 一計害三賢
鄧艾大軍偷渡陰平攻入成都後，蜀後主劉禪宣佈投降。在蜀漢滅亡後姜維意圖以詐降的方式恢復蜀漢，並試圖在鍾會的幫助下發動叛亂。後姜維意圖以司馬昭之意拘捕鄧艾並將其殺害。隨後欲發動叛亂，結果突然計畫洩漏出去，最終在大軍的攻入下，鍾會與姜維同時被殺。因此也稱作“一計害三賢”。

## 三国演义
廖化及關彝並沒有參與這場叛亂，而三国演义則描寫關彝与張翼等人皆在此乱中戰死。三國演義中也寫道姜維是因不能完成諸葛亮的统一夢想，加上受了重傷，而拔宝劍自殺，但事實上是與鍾会、張翼等戰死在叛亂。